# Chrysolina marginata
Chrysolina marginata es una especie de insecto coleóptero de la familia Chrysomelidae. Fue descrita por Linnaeus en 1758. Es de distribución holártica.
- Chrysolina marginata es un sinónimo de Chelymorpha marginata (Linnaeus, 1758)